# 达耶尔普尔
达耶尔普尔（Dayal Pur），是印度德里North East县的一个城镇。总人口12994（2001年）。

## 人口
该地2001年总人口12994人，其中男性7039人，女性5955人；0—6岁人口2028人，其中男1129人，女899人；识字率71.90%，其中男性为78.82%，女性为63.73%。